# Лисай Галина Броніславівна
Галина Броніславівна Лисай (нар. 23 серпня 1957, місто Брянка, тепер Кадіївської міської громади Луганської області) — українська радянська діячка, шліфувальниця виробничого об'єднання «Тернопільський комбайновий завод імені XXV з'їзду КПРС». Депутат Верховної Ради УРСР 11-го скликання.

## Біографія
З 1975 року — токар Вінницького заводу тракторних агрегатів.
З 1976 року — шліфувальниця виробничого об'єднання «Тернопільський комбайновий завод імені XXV з'їзду КПРС» Тернопільської області.
Здобула вищу освіту.
Потім — на пенсії в місті Тернополі.

## Нагороди
- ордени
- медалі